# Cor van Hout

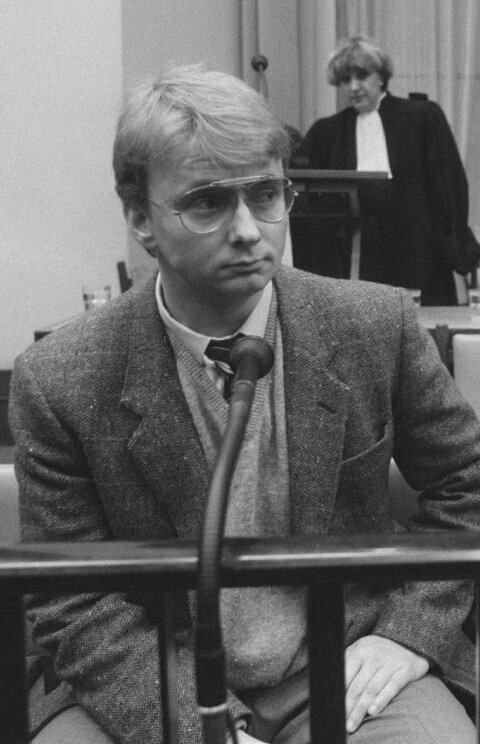
Cor van Hout (Gericht Amsterdam, 1987)

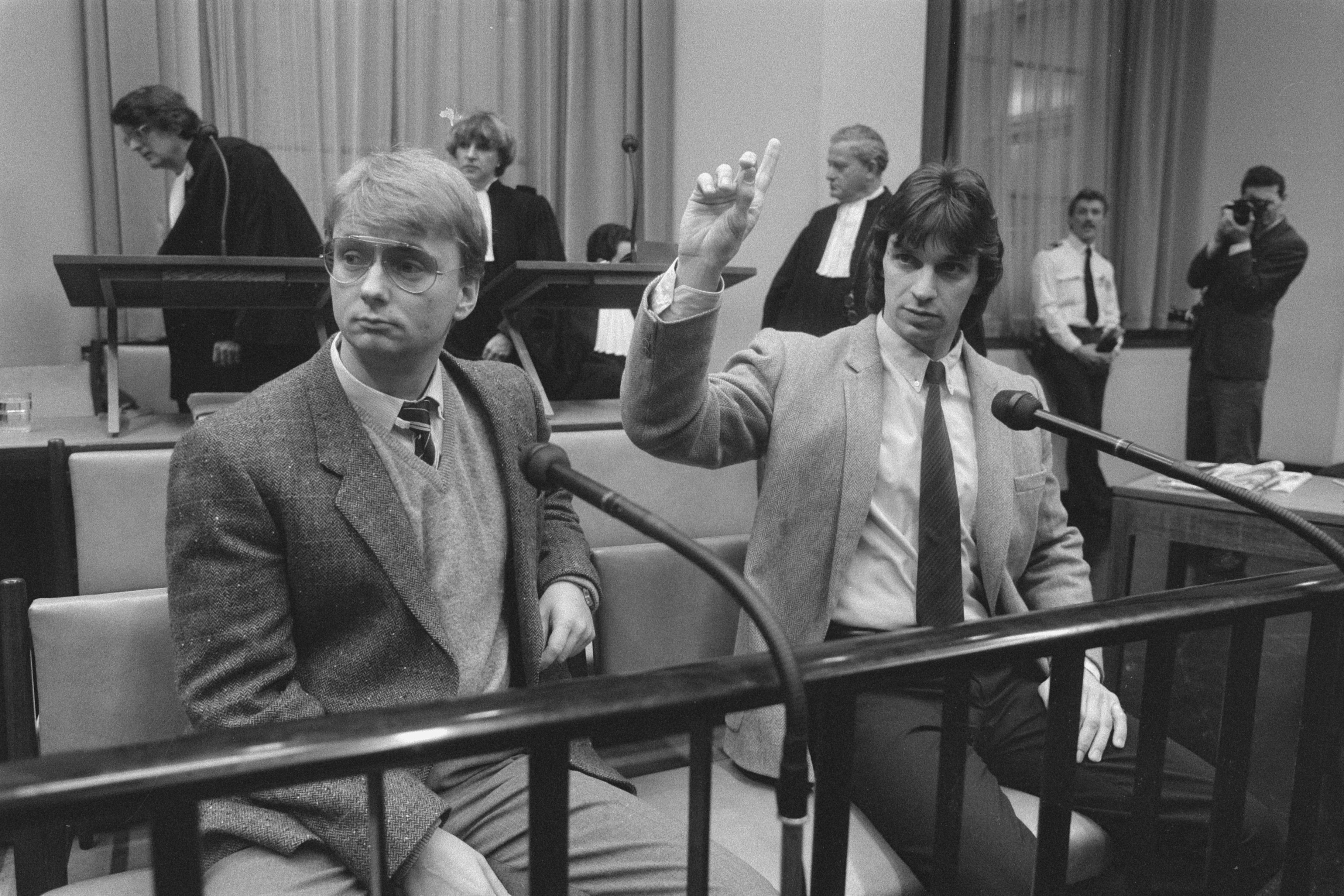
Van Hout (links) und Holleeder (Gericht Amsterdam, 1987)

Cornelis „Cor“ van Hout (* 18. August 1957 in Amsterdam; † 24. Januar 2003 in Amstelveen) war ein niederländischer Krimineller. Er war 1983 einer der Entführer von Alfred Heineken sowie von dessen Chauffeur.

## Leben
Van Hout (Spitzname: Flip, beziehungsweise Flipper, wegen der Flipper-Spiele) wurde in Amsterdam geboren. 1974 begann er, für ein „Unternehmen“ zu arbeiten, das darauf spezialisiert war, besetzte Häuser gewaltsam zu räumen. Er soll auch hinter einer Reihe von Überfällen in und um Amsterdam in der Zeit von 1977 bis 1982 stehen, zusammen mit seinen späteren Komplizen bei der Heineken-Entführung. Er war der Drahtzieher der Entführung des Bier-Magnaten Alfred Heineken und seines Chauffeurs am 9. November 1983. Sie hielten Heineken und Ab Doderer drei Wochen in einem Schuppen in den westlichen Docklands von Amsterdam gefangen. Van Hout und sein Mittäter Willem Holleeder, der Bruder von van Houts Freundin Sonja Holleeder, flohen nach Frankreich, wo sie verhaftet wurden. Zurück in den Niederlanden, wurde van Hout zu elf Jahren Haft verurteilt.
Er kam 1991 frei und wurde sofort wieder kriminell. Er baute eine Bande auf, deren Hauptbetätigungsfeld die Sexindustrie war.
Am 27. März 1996 überlebte er ein Attentat in Amsterdam. Er sollte die „Delta-Organisation“ beraubt haben. Willem Holleeder erklärte am 11. September 2007, dass Sam Klepper und John Mieremet diesen Angriff befohlen hätten. 1997 wurde ein weiterer Plan, ihn umzubringen, von der Polizei aufgedeckt. Am 6. Oktober des Jahres wurde van Hout festgenommen. Am 18. Mai 1998 wurde er zu einer Gefängnisstrafe verurteilt, aber früh wieder aus dem Gefängnis entlassen. In der Nacht vom 20. auf den 21. Dezember 2000 gab es einen weiteren Angriff auf van Hout. Es wurde mehrere Male auf ihn geschossen, ohne dass er verletzt wurde. Im April 2001 erhielt van Hout eine Steuererstattung von 1,7 Millionen Gulden.

## Ermordung

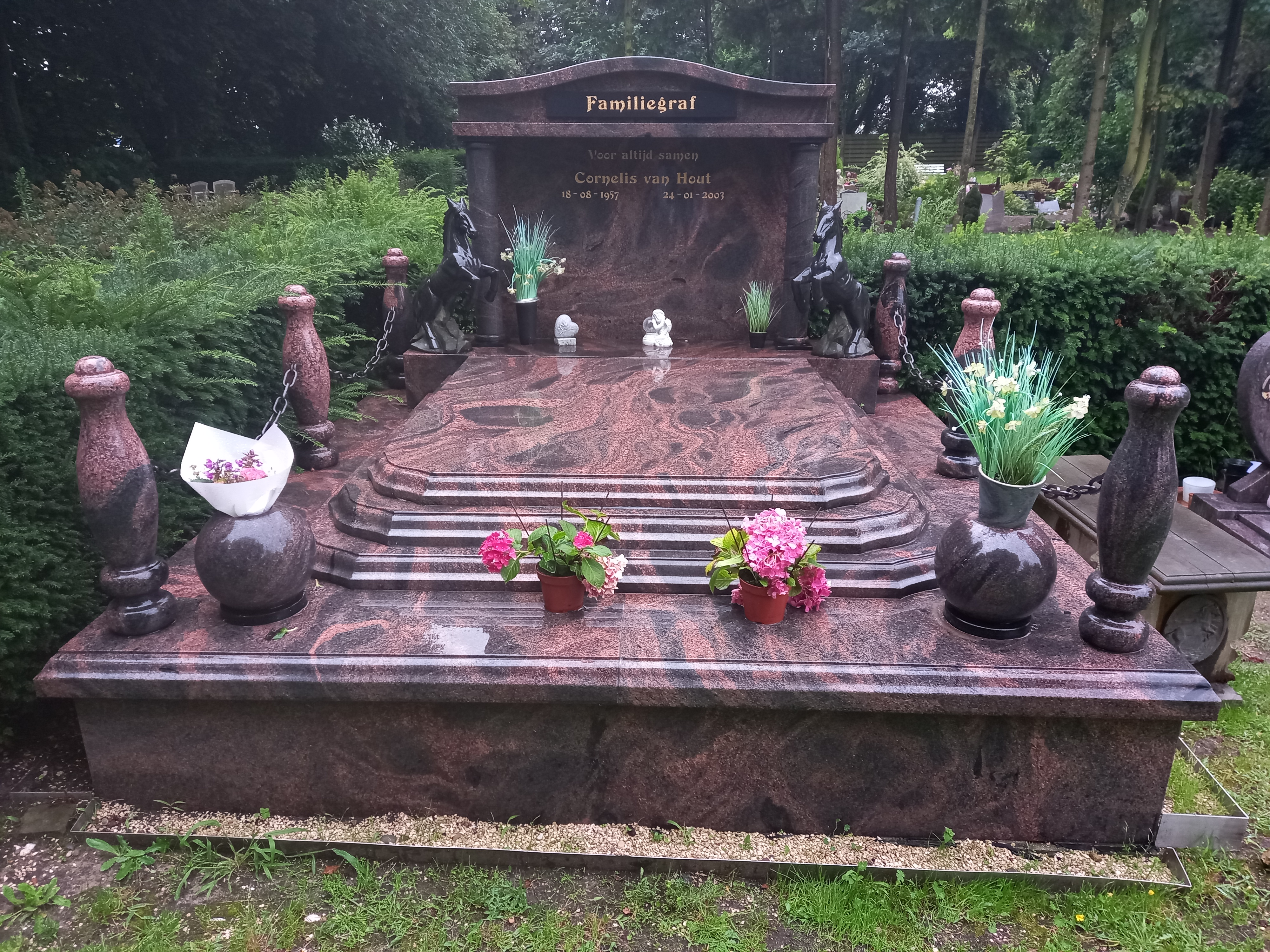
Das Grab von Cor van Hout auf dem Friedhof Vredenhof in Amsterdam

Am 24. Januar 2003 wurde van Hout in Amstelveen getötet. Der Schiffshändler Robert Hook aus Amsterdam und der Immobilienhändler Willem Endstra wurden schwer verletzt. Nach dem Mord meldete ein Informant der Amsterdamer Polizei, dass Endstra möglicherweise als weitere Person getötet werden sollte. Tatsächlich wurde dieser im Folgejahr ermordet. Im März 2006 wurde bekannt, dass Holleeder der Auftraggeber für den Mord an van Hout war. Holleeder hatte Pläne, auch seine eigene Schwester – verheiratet mit van Hout – und ihre Kinder zu töten, um sicherzustellen, dass sie keine Rache nehmen würden. Um von jedem Verdacht abzulenken, hatte Holleeder 250.000 Euro für die Bestattung von van Hout bezahlt.
Am 17. April 2007 wurden zwei Verdächtige von der Polizei wegen des Mordes verhaftet. Die Staatsanwaltschaft stellte für Hinweise auf die Täter 30.000 Euro zur Verfügung.